# 北國國際大學
北國國際大學（Northland International University，原稱：Northland Baptist Bible College）是位於美國威斯康星州鄧巴的一所浸信會私立大学，由一群商人和投資者成立於1976年。 該大學在2004年之前一直沒有被政府認可，其學生也沒有辦法獲得任何政府認可的學位。2004年跨國基督教學院和學校協會給予其臨時許可，2008年才完全轉正。 該大學未被任何排名機構收錄。2015年废校。

## 相關
- 威斯康辛州學院和大學列表